# Preparazione atletica

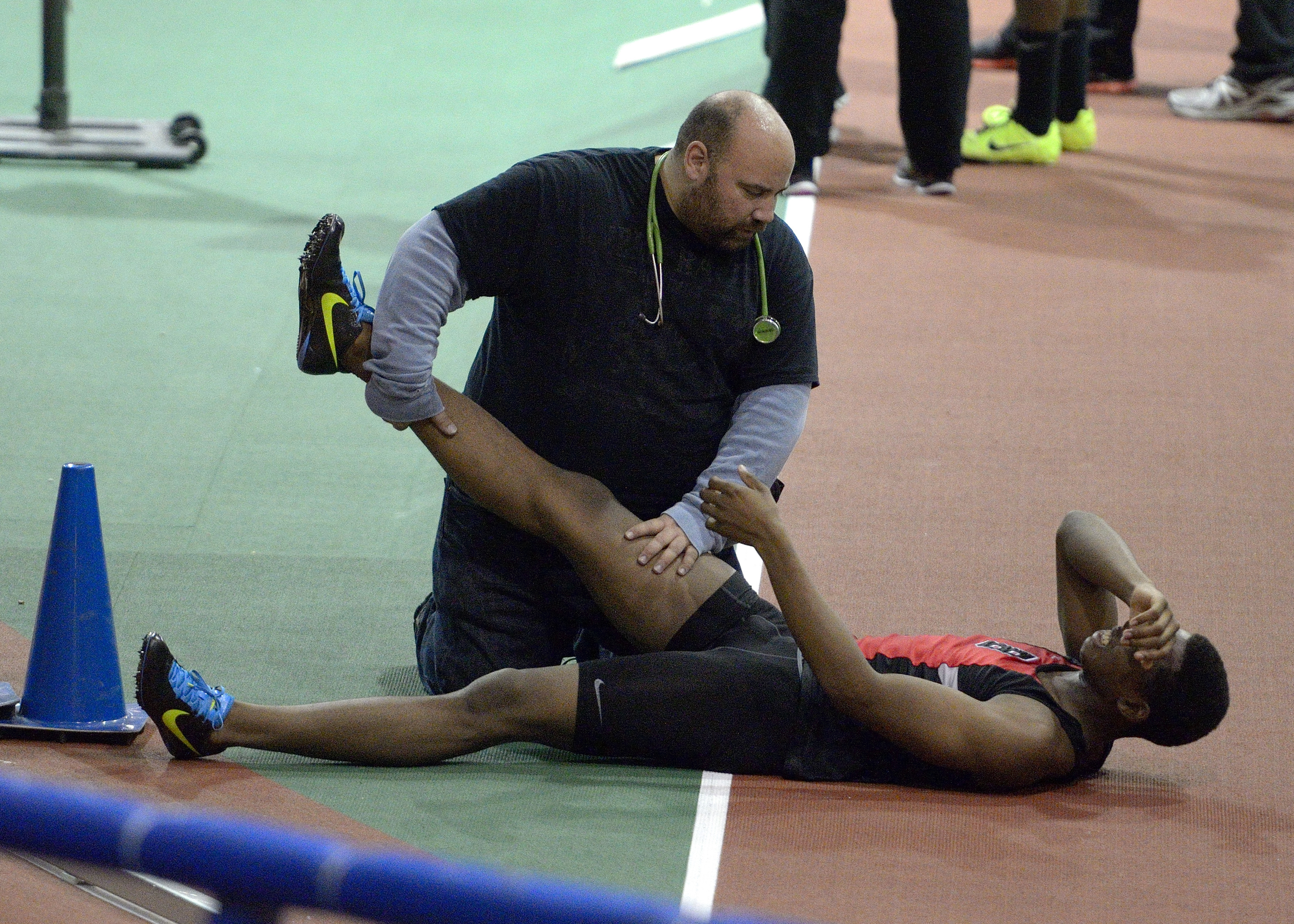
Preparatore atletico

La preparazione atletica è la disciplina, propedeutica all'attività sportiva, volta al raggiungimento della forma fisica e alla prevenzione e riabilitazione degli infortuni.
Negli Stati Uniti, La preparazione atletica  è riconosciuta dall'American Medical Association (AMA) come una professione sanitaria (allied health profession) a partire dal giugno del 1991. Un team di esperti facenti parte della National Athletic Trainers' Association (NATA), nell'agosto del 2007, ha definito la preparazione atletica come segue: "La preparazione atletica viene praticata da preparatori atletici, professionisti che collaborano con i medici al fine di ottimizzare l'attività e la partecipazione di pazienti e clienti. La preparazione atletica comprende la prevenzione, la diagnosi ed interventi di emergenza in condizioni mediche acute e croniche, che comprendono, di fatto, menomazioni fisiche, limitazioni funzionali e disabilità."
I cinque campi in cui interviene la preparazione atletica sono:
1. Prevenzione di infortuni, malattie e salvaguardia del benessere
2. Valutazione clinica e diagnosi
3. Cure d'emergenza immediate
4. Terapie e riabilitazioni
5. Benessere e salute professionale

Un preparatore atletico è quindi un professionista che si integra con tutte le altre professioni sanitarie in ospedali, scuole, università, attività sportive professionistiche ed ovunque si renda necessaria la presenza di un'assistenza sanitaria atletica.

## Storia

Una preparatrice atletica durante una partita di basket in carrozzina.

La preparazione atletica negli Stati Uniti nasce nell'ottobre del 1881, quando l'università di Harvard assunse James Robinson al fine di migliorare le condizioni fisiche della squadra di football. All'epoca, il termine "preparatore atletico" si riferiva a coloro che lavoravano esclusivamente con gli atleti dell'atletica leggera. Lo stesso Robinson aveva precedentemente lavorato con gli atleti dell'atletica leggera, e da allora, il termine "preparatore atletico" venne esteso anche a coloro che lavoravano sulla preparazione fisica dei giocatori di football e successivamente anche a tutti gli altri atleti di tutte le discipline. I preparatori atletici iniziarono inoltre a trattare e a riabilitare gli infortuni, al fine di mantenere gli atleti competitivi. Il primo importante testo riguardante la preparazione atletica e la cura degli infortuni sportivi fu "La preparazione atletica" (successivamente rinominato "La Bibbia del Preparatore Atletico"), scritto nel 1917 da Samuel E. Bilik. I primi preparatori atletici non avevano conoscenze tecniche e le loro modalità di allenamento spesso consistevano in un massaggio, l'applicazione di qualche pomata o unguento contro le irritazioni ed, occasionalmente, la prescrizione di qualche rimedio fai-da-te ed impacchi. Nel 1918 Chuck Cramer avviò la Cramer Chemical Company (oggi Cramer Products), che produceva una linea di prodotti utilizzati dai preparatori atletici; il tutto iniziò con la pubblicazione di un notiziario nel 1932, intitolato "The First Aider".
Nel 1938 venne fondata un'organizzazione nota come National Athletic Trainers'Association (NATA), che fallì nel 1944. Un'altra organizzazione NATA venne fondata nel 1950 ed esiste tutt'oggi. Il primo curriculum di un preparatore atletico venne approvato dalla NATA nel 1959 e da allora il numero di programmi di preparazioni atletiche crebbe in maniera consistente in tutte le università degli Stati Uniti. Durante la prima fase di sviluppo, la preparazione atletica veniva insegnata ad un livello di scuola secondario al fine di istruire gli studenti all'importanza della salute e dell'educazione fisica. Questo programma di studio venne introdotto inizialmente a livello universitario nel 1969 alla Mankato State University, alla Indiana State University, alla Lamar University e alla University of New Mexico.
Negli anni a venire, il preparatore atletico è stato poi definito come una "professione sanitaria specializzata nella prevenzione, nel riconoscimento, nella gestione e nella riabilitazione degli infortuni". Nel corso degli anni 70, un comitato per l'educazione professionale della NATA, istituì una lista di obiettivi per cui la preparazione atletica doveva divenire un corso di studio principale, al fine di eliminare il suo insegnamento a livello secondario. Nel giugno 1982 esistevano nove corsi di studio universitari approvati dalla NATA per divenire preparatori atletici. Il primo luglio 1986 questo progetto della NATA venne utilizzato al fine di implementare la preparazione atletica come corso di laurea vero e proprio in altre dieci università americane, per poi iniziare il suo sviluppo in molte altre.
Una volta che la preparazione atletica venne effettivamente riconosciuta come alleata alle professioni sanitarie, iniziò ufficialmente il processo di accreditamento dei programmi di preparazione. Il comitato di educazione professionale della NATA (PEC – Professional Education Committee) fu il primo ad assumersi la responsabilità di far approvare i programmi educazionali normativi concernenti la preparazione atletica. Nel 1993, ad uno specifico comitato dell'AMA (Committee on Allied Health Education and Accreditation - CAHEA) venne data la responsabilità di stabilire i requisiti per i programmi destinati a coloro che ambivano a diventare preparatori atletici. A quel tempo tutti i programmi universitari dovevano essere sottoposti alla procedura di accreditamento dal CAHEA. Un anno più tardi la CAHEA fallì, e venne rimpiazzata da un altro ente, il CAAHEP (Commission on Accreditation of Allied Health Education Programs), che riprese gli stessi compiti del CAHEA.  Nel 2003, la JRC - AT (Joint Review Committee on Athletic Training) divenne la prima agenzia indipendente a farsi carico dell'approvazione e dell'accreditamento dei programmi universitari, proprio come tutte le altre professioni sanitarie del settore. Tre anni più tardi la JRC - AT diventò ufficialmente la CAATE (Committee for Accreditation of Athletic Training Education) che oggi è pienamente responsabile dell'approvazione dei programmi di preparazione atletica a livello universitario negli Stati Uniti d'America. Nel 1969 la NATA istituì la NATABOC, al fine di attuare un processo di certificazione per la professione della preparazione atletica ad un livello iniziale. Nel 1989 essa divenne un'associazione no-profit indipendente e più tardi il suo nome divenne semplicemente BOC (Board Of Certification).

## Ruoli e responsabilità
- Campo di applicazione: la BOC svolge il ruolo di ente certificatore nazionale per la professione del preparatore atletico e segue uno schema noto come Standards of Professional Practice, che definisce i ruoli e le responsabilità di un preparatore atletico. Un esempio tipico di standard definito dalla BOC è il seguente: "Il preparatore atletico opera sotto la direzione e l'attenzione di un medico". Indipendentemente dalle situazioni, le impostazioni, le limitazioni e le restrizioni riguardo a ciò che un preparatore atletico può fare o a chi può prestare i propri servizi sono in gran parte determinate dallo Statuto per la pratica della professione dei singoli Stati.
- Riferimenti: "In alcune situazioni, un individuo può rivolgersi per trattamenti o consulti a una varietà di figure professionali sia in ambito medico che, non medico, diverse dal preparatore atletico". È responsabilità del preparatore atletico capire i limiti del proprio campo d'azione e quindi riconoscere le situazioni in cui è necessario chiedere un supporto esterno. "Esso può usufruire di numerosi servizi sanitari di supporto come il servizio sanitario scolastico, infermieri, medici, dentisti, podologi, assistenti dei medici, fisioterapisti, specialisti della forza e del condizionamento, biomeccanici, fisiatri, nutrizionisti, psicologi, massaggiatori, terapisti occupazionali, tecnici medici specializzati nelle emergenze, paramedici, chiropratici, ortopedici, personale attrezzato, specialisti delle protesi, consulenti o assistenti sociali".

## Codice etico della NATA
"Il codice etico della NATA stabilisce i principi del comportamento etico che ogni professionista che pratichi il mestiere del preparatore atletico dovrebbe seguire. Lo scopo è quello di stabilire e mantenere un elevato livello di professionalità nell'ambito della preparazione atletica".

## Settori di impiego
- Cliniche
- Ospedali
- Settore Industriale/Occupazionale
- Imprese
- Università
- Lauree brevi
- Scuole superiori
- Attività sportive professionistiche agonistiche
- Sport/amatoriali/ricreazioni/giovanili
- Arti dello spettacolo (balletto,…)
- Governo, forze dell'ordine e esercito
- Salute/fitness/sport/miglioramento delle prestazioni nelle cliniche e nei club
- Lavoratore autonomo

## Istruzione
- Descrizione del percorso accademico: Tutti i corsi possiedono dei prerequisiti che devono essere raggiunti prima di intraprendere corsi più avanzati. Questi prerequisiti e i contenuti dei corsi possono variare in funzione dell'istituto in cui si compie il percorso di studio e dai professori. I corsi elencati qui sotto sono generalmente seguiti al fine di migliorare la conoscenza in materia di preparazione atletica:
- Fisiologia: è un corso necessario al fine di fornire agli studenti le conoscenze sulle funzioni e regolazioni del corpo umano e l'integrazione fisiologica degli organi al fine di mantenere l'omeostasi.
- Anatomia: in cui si studia la struttura anatomica del corpo umano. Questa materia include l'apparato muscolare, gli organi, l'apparato respiratorio, scheletrico e il sistema vascolare di vene e arterie. Questo corso permette di conoscere tutte le componenti del corpo umano e in generale le lezioni sono supportate da sessioni in laboratorio.
- Fisiologia dell'esercizio: in questo corso vengono studiate le risposte acute e gli adattamenti cronici delle funzioni fisiologiche a una vasta gamma di condizioni d'esercizio fisico, prendendo in esame soggetti di età e capacità diverse.
- Chinesiologia: anatomia muscolo scheletrica, strutturale e applicata relativa al movimento umano e alle capacità sportive. Questo corso è focalizzato sui muscoli, la loro origine, le inserzioni e le azioni.
- Nutrizione: nel corso vengono enfatizzati i principi e i concetti base della nutrizione, le loro applicazioni alla salute e la relazione fra il cibo e ciò che succede nel corpo umano in termini di energia, regolazione, struttura ed ottimizzazione della salute. Qui si discutono i concetti sul ruolo della nutrizione nelle varie fasi della vita di una persona e su disturbi cronici specifici.
- Modalità terapeutiche: in questo corso si analizzano i fondamenti delle applicazioni cliniche delle modalità terapeutiche nella preparazione atletica. Si parla di teorie, effetti fisiologici, indicazioni e controindicazioni di varie modalità terapeutiche utilizzate in infortuni di natura ortopedica.
- Trattamento in acuto degli infortuni e disturbi fisici: questo corso focalizza invece l'attenzione sulle manovre di primo soccorso che sono in genere necessarie quando si ha a che fare con traumi e malattie che si possono manifestare quando si pratica un'attività sportiva. Si studia la valutazione sul campo delle emergenze mediche, come l'arresto della respirazione o della circolazione, gli shock, le commozioni cerebrali e le lesioni spinali degli atleti. Gli studenti analizzeranno politiche e prese di posizione stabilite come  la NATA, NCAA, ACSM, e AMA che riguardano la prevenzione, la valutazione e la gestione di infortuni e malattie.

## Programmi di laurea per il preparatore atletico
Il sito internet della Commission on Accreditation of Athletic Training Education (CAATE) fornisce una lista di tutti i percorsi di laurea accreditati negli Stati Uniti. Vengono fornite informazioni come il nome dell'università, chi contattare e un link al sito ufficiale dell'università. Una laurea in preparazione atletica può essere ottenuta unicamente in una università accreditata all'insegnamento della professione del preparatore atletico.
- Entry-Level e Master Programs: sebbene la maggior parte dei preparatori atletici ottengano una laurea in preparazione atletica prima di sostenere il BOC (Board of Certification Exam), questa non è l'unica strada percorribile per divenire preparatore atletico. L'Entry-Level Masters Programs è un percorso di due anni che comprende le stesse materie di un corso di laurea per preparatore atletico. Si studiano le stesse materie, considerate un prerequisito, come anatomia, fisiologia, chinesiologia, biomeccanica, fisiologia dell'esercizio, nutrizione e un tirocinio di una determinata durata completato sotto la supervisione di un preparatore atletico certificato (ATC). Le materie ed il piano di studi possono variare in base all'istituto, in modo tale che si possa scegliere la scuola che meglio si adatta ai propri interessi. Negli Stati Uniti esistono 26 Entry-Level Masters Programs accreditati. (Si veda sotto il link per l'elenco di questi Istituti).
- Dottorati in preparazione atletica e campi connessi: Ci sono circa 15 programmi accreditati per l'ottenimento di un dottorato in preparazione atletica. Questi programmi sono rivolti a studenti che hanno già ottenuto il titolo di preparatore atletico certificato e che vogliono approfondire il loro percorso accademico e clinico. Un dottorato dura due anni e termina con il conferimento di un'ulteriore laurea specialistica in preparazione atletica (M.S. Master of Science). Questi programmi di specializzazione non sono sempre focalizzati esclusivamente sulla preparazione atletica ma su un settore correlato. Tra questi settori possono rientrare la chinesiologia, la biomeccanica, gli aspetti gestionali connessi allo sport, la psicologia dello sport e dell'esercizio fisico, la fisiologia dell'esercizio, la promozione della salute ecc… Questi programmi di dottorato durano anch'essi due anni. Mentre i preparatori atletici frequentano questi corsi post-laurea possono integrare l'esperienza accademica con esperienze in ambito clinico, ricevendo uno stipendio come assistente universitario.
- La posizione di assistente universitario: Un preparatore atletico può coprire la posizione di assistente universitario quando è in grado di lavorare come assistente di un preparatore atletico mentre sta seguendo un corso di laurea. Un assistente universitario in preparazione atletica è in grado di fornire la copertura medica  di specifiche squadre nell'istituto in cui sta lavorando. Le responsabilità possono variare, ma in genere includono l'amministrazione giornaliera della copertura medica per le squadre atletiche intercollegiali selezionate (sia nella pratica che durante gli eventi sportivi); viaggi insieme alle squadre assegnategli, valutazione e documentazione degli infortuni atletici, responsabilità amministrative, agire da "Approved Clinical Instructor – ACI" o da "Clinical Instructor – CI" in diverse associazioni, e in generale ricoprire tutti i ruoli che gli vengono assegnati dal preparatore atletico ufficiale.  Altre mansioni che può svolgere sono attività in scuole superiori, cliniche, insegnamento oppure della ricerca. La posizione di assistente universitario viene in genere ricoperta per 10 mesi, che sono rinnovabili dopo il primo anno, e possono includere del lavoro estivo addizionale. Presso il National Athletic Trainers'Association Career Center è possibile conoscere le posizioni lavorative aperte.
- Programmi accreditati: I programmi universitari per la preparazione atletica vengono valutati dal CAATE, al fine di assicurare che tali programmi seguano gli standard dell'Entry-Level Athletic Training Programs. Le valutazioni possono avere luogo ogni 3-7 anni, in base ai risultati dell'ultima visita effettuata. La laurea di uno studente in un programma universitario accreditato dal CAATE è un requisito importante per l'ottenimento da parte del laureato del BOC – Board of Certification.

## Organizzazione
"La NATA (National Athletic Trainers'Association) è l'associazione professionale a cui si iscrivono tutti i preparatori atletici certificati e tutti coloro che supportano la professione del preparatore atletico. La NATA è stata fondata nel 1950, e ad oggi conta più di 35000 membri nel mondo. La maggior parte dei preparatori atletici certificati scelgono di diventare membri della NATA al fine di incoraggiare la loro professione e al fine di ricevere un'ampia gamma di benefici che spettano solo a chi è membro. I membri della NATA uniscono le loro forze creando un gruppo, in modo tale da contribuire molto più alla loro professione di quanto farebbero operando singolarmente."
Prima dell'istituzione della NATA, i preparatori atletici ricoprivano una posizione non del tutto sicura nei programmi atletici. Dal 1950 in avanti, come risultato degli standard e dell'etica imposti dalla NATA, ci sono stati dei considerevoli progressi in questa professione. Ogni anno la NATA lavora per conto dei preparatori atletici al fine di accrescere la cura della salute sia per i preparatori atletici sia per coloro che ricevono le cure di questi ultimi.
La NATA è quindi l'associazione professionale dei preparatori atletici negli Stati Uniti. Ogni regione degli USA ha il suo specifico distretto che fa capo alla NATA, ma all'interno della loro area di competenza possiedono un'agenda e i propri membri di consiglio. Ogni distretto ha un direttore che fa parte, a sua volta, del consiglio direttivo della NATA.
Esistono in totale 10 distretti. Ogni stato ha quindi la sua associazione professionale di preparatori atletici che agisce similmente alle associazioni di distretto e dispone di membri che fanno parte del consiglio. Le singole associazioni di ogni stato rispondono alle associazioni di distretto e alla NATA.

## Temi di attualità
Vista la fisicità richiesta in campo atletico e le campagne che sottolineano l'importanza del benessere fisico, ci sono alcuni argomenti che sono diventati molto importanti per i media. I preparatori atletici devono sempre essere al corrente dei cambiamenti in fatto di leggi, di prese di posizione della NATA e delle politiche istituzionali. Alcuni degli argomenti su cui focalizzare l'attenzione sono:
- Sala stampa della NATA
- Sulla prevenzione delle commozioni cerebrali, prese di posizione, politiche
- Legislazione sullo sport giovanile
- Linee guida per la prevenzione degli infortuni cronici dovuti all'overuse di pazienti pediatrici
- Preparatori atletici come supporto alla professione medica
- Educazione sulla sicurezza pubblica nell'ambiente di lavoro
- Preparatore atletico certificato come partner nella divisione atletica